# Ichthyomys pinei
Ichthyomys pinei és una espècie de mamífer rosegador de la família dels cricètids. És endèmica de la regió andina de l'oest de l'Equador, on viu a altituds properes a 2.600 msnm. Té una llargada de cap a gropa d'aproximadament 130 mm i la cua d'aproximadament 135 mm. El seu hàbitat natural són els matollars semicaducifolis. Com que fou descoberta fa poc, encara no hi ha prou dades per determinar-ne l'estat de conservació. Fou anomenada en honor del zoòleg estatunidenc Ronald H. Pine.